# Bruino
Bruino is een gemeente in de Italiaanse provincie Turijn (regio Piëmont) en telt 7928 inwoners (31-12-2004). De oppervlakte bedraagt 5,6 km², de bevolkingsdichtheid is 1416 inwoners per km².
De volgende frazioni maken deel uit van de gemeente: Villaggio Alba Serena, Marinella, La Quercia, Valverde.

## Demografie
Bruino telt ongeveer 3007 huishoudens. Het aantal inwoners steeg in de periode 1991-2001 met 19,1% volgens cijfers uit de tienjaarlijkse volkstellingen van ISTAT.
| Jaar | Inwoneraantal |
| ---- | ------------- |
| 1991 | 6135          |
| 2001 | 7308          |

## Geografie
De gemeente ligt op ongeveer 320 m boven zeeniveau.
Bruino grenst aan de volgende gemeenten: Rivalta di Torino, Sangano, Piossasco.